# Gruta de Jeita
La gruta de Jeita (en árabe: مغارة جعيتا), es un compuesto de dos cavernas de piedra caliza cárstica, separadas, y al mismo tiempo interconectadas, abarcando una longitud total de aproximadamente 9 kilómetros. Las cuevas se encuentran en el valle de Nahr al-Kalb en la localidad de Jeita, a 18 kilómetros al norte de la capital libanesa de Beirut. Aunque habitada en la prehistoria, la cueva inferior fue descubierta en 1836 por el reverendo William Thomson y la misma sólo puede ser visitada en pequeños botes, ya que se encuentra sumergida en los canales de un río subterráneo que abastece agua potable a más de un millón de libaneses.
En 1958, espeleólogos libaneses descubrieron las galerías superiores de 60 metros por encima de la cueva inferior, éstas han sido acopladas con un túnel de acceso y una serie de pasarelas para que los visitantes tengan el acceso seguro sin alterar el paisaje natural. La parte alta de esta cueva, posee la estalactita más grande del mundo. Esta parte alta está compuesta de una serie de cámaras interconectadas que alcanzan una altura máxima de 12 metros.
Además de ser un símbolo nacional del Líbano y un destino turístico por excelencia, la gruta Jeita desempeña un papel social, económico y cultural importante y es finalista para el concurso de Las 7 Nuevas Maravillas de la Naturaleza, para votar por Internet.